# Quincinetto
Quincinetto é uma comuna italiana da região do Piemonte, província de Turim, com cerca de 1.075 habitantes. Estende-se por uma área de 17 km², tendo uma densidade populacional de 63 hab/km². Faz fronteira com Donnas (AO), Carema, Settimo Vittone, Tavagnasco, Traversella, Traversella, Trausella, Vico Canavese.